# Clytus madoni
Clytus madoni är en skalbaggsart som först beskrevs av Maurice Pic 1890.  Clytus madoni ingår i släktet Clytus och familjen långhorningar.
Artens utbredningsområde är Israel. Inga underarter finns listade i Catalogue of Life.